# Зеда-Бахви
Зеда-Бахви (груз. ზედა ბახვი) — село в Грузии, на территории Озургетского муниципалитета края (мхаре) Гурия.

## География
Село находится в западной части Грузии, к западу от реки Бахвисцкали, на расстоянии приблизительно 6 километров (по прямой) к востоко-северо-востоку от города Озургети, административного центра муниципалитета. Абсолютная высота — 202 метра над уровнем моря.

## Население
По результатам официальной переписи населения 2014 года, в Зеда-Бахви проживало 839 человек (419 мужчин и 420 женщин). В национальной структуре населения грузины составляли 97,1 %, армяне — 1,3 %, русские — 0,8 %.
| Год  | Население, человек |
| ---- | ------------------ |
| 2002 | 1197               |
| 2014 | ↘ 839              |